# Kazumi Tsubota
Kazumi Tsubota (jap. 坪田 和美 Tsubota Kazumi; ur. 23 stycznia 1956) – były japoński piłkarz, reprezentant kraju.

## Kariera klubowa
Od 1979 do 1992 roku występował w klubie Yanmar Diesel.

## Kariera reprezentacyjna
W reprezentacji Japonii zadebiutował w 1981. W reprezentacji Japonii występował w latach 1981–1984. W sumie w reprezentacji wystąpił w 7 spotkaniach.

## Statystyki
| Reprezentacja Japonii | Reprezentacja Japonii | Reprezentacja Japonii |
| Rok                   | Mecze                 | Gole                  |
| --------------------- | --------------------- | --------------------- |
| 1981                  | 5                     | 0                     |
| 1982                  | 0                     | 0                     |
| 1983                  | 1                     | 0                     |
| 1984                  | 1                     | 0                     |
| Razem                 | 7                     | 0                     |